# 萊克德爾塔 (紐約州)
萊克德爾塔（英語：Lake Delta）是位於美國紐約州奧奈達縣的普查規定居民點。

## 人口
根據2020年美國人口普查的數據，萊克德爾塔的面積為11.44平方千米，當中陸地面積為8.67平方千米，而水域面積為2.77平方千米。當地共有人口2757人，而人口密度為每平方千米241人。